# VF Ivano Dibona
Sentiero Ferrato Iwano Dibona – droga spacerowa wzdłuż grani Zurlon, głównego grzbietu Cristallo, grupy górskiej we włoskich Dolomitach, na północny wschód od Cortina d’Ampezzo, w prowincji Belluno, we Włoszech.
Szlak Ivano Dibona był pierwotnie używany przez włoskie wojska podczas pierwszej wojny światowej. Droga została oddana do ruchu turystycznego we wrześniu 1970 roku. Jego nazwa pochodzi od Ivano Dibona, który zginął na Cristallo w 1968. Na trasie są widoczne liczne pozostałości wojskowych umocnień z lat 1915/17.

## Przebieg
Trasa rozpoczyna się od Forcella Staunies (2919 m), na którą od  południowej strony prowadzi kolejka linowa, a kończy się w Rifugio Ospitale w Val Felizon. W początkowym fragmencie przebiega, przez najdłuższy, spośród spotykanych w Dolomitach, wiszący most Ponte Cristallo, o długości 27 metrów. Most ten został wykorzystany w filmie z 1993 roku „Na krawędzi”.
Szczyt Cristallino d’Ampezzo (3008 m) można osiągnąć, krótkim odejściem z głównego szlaku, w około 15 minut.
W dalszym etapie droga schodzi w kierunku Forcella Grande, przebiega przez Forcella Padeon, Forcella Alta i Forcella Bassa, a następnie wzdłuż grani przez szczyty Zurlon (2363 m) i Col di Stombi (2168 m), schodząc w dół do Ospitale.